# Voice of the Beehive
Voice of the Beehive — англо-американская группа альтернативного рока, образованная в 1986 году в Лондоне, Англия, уроженками Калифорнии сёстрами Трэйси (Брин) и Мелиссой Белланд (дочерьми Брюса Белланда, участника The Four Preps), заимствовавшими название у фильма с участием Бетт Дейвис. Два альбома группы, Let it Bee (1988, #13) и Honey Lingers (#17, 1991), входили в первую двадцатку UK Albums Chart. Их наивысшее достижение в списках синглов — #15 («Don’t Call Me Baby», 1988).

## Дискография

### Студийные альбомы
- Let It Bee (1988) #13 UK
- Honey Lingers (1991) #17 UK
- Sex & Misery (1995)

### Синглы
| Год  | Название                      | Наивысшая позиция | Наивысшая позиция | Наивысшая позиция | Наивысшая позиция | Из альбома    |
| Год  | Название                      | UK Singles Chart  | Billboard Hot 100 | U.S. Modern Rock  | ARIA Chart        | Из альбома    |
| ---- | ----------------------------- | ----------------- | ----------------- | ----------------- | ----------------- | ------------- |
| 1987 | «Just a City»                 | —                 | —                 | —                 | —                 | Let It Bee    |
| 1987 | «I Say Nothing»               | 45                | —                 | —                 | 73                | Let It Bee    |
| 1988 | «I Walk the Earth»            | 42                | —                 | —                 | —                 | Let It Bee    |
| 1988 | «Don’t Call Me Baby»          | 15                | —                 | —                 | 48                | Let It Bee    |
| 1988 | «I Say Nothing» (re-issue)    | 22                | —                 | 11                | —                 | Let It Bee    |
| 1988 | «I Walk the Earth» (re-issue) | 46                | —                 | —                 | —                 | Let It Bee    |
| 1988 | «Man in the Moon»             | 93                | —                 | —                 | —                 | Let It Bee    |
| 1991 | «Monsters and Angels»         | 17                | 74                | 8                 | 72                | Honey Lingers |
| 1991 | «I Think I Love You»          | 25                | —                 | —                 | 12                | Honey Lingers |
| 1991 | «Perfect Place»               | 37                | —                 | —                 | 31                | Honey Lingers |
| 1995 | «Angel Come Down»             | —                 | —                 | —                 | —                 | Sex & Misery  |
| 1995 | «Scary Kisses»                | —                 | 77                | —                 | —                 | Sex & Misery  |
| 1996 | «Heavenly»                    | —                 | —                 | —                 | —                 | Sex & Misery  |
| 1996 | «So Hard»                     | —                 | —                 | —                 | —                 | Sex & Misery  |